# アレッサンドロ・トゥーイア
アレッサンドロ・トゥーイア(Alessandro Tuia、1990年6月8日 - )は、イタリア出身のサッカー選手。USレッチェ所属。ポジションはDF（センターバック）。

## 経歴
ラツィオのプリマヴェーラ出身である。同じくラツィオ・プリマヴェーラの出身であり、同じ名前を持つ元イタリア代表DFアレッサンドロ・ネスタの再来と呼ばれている。2008年夏、トップチームに昇格し、いくつかのテストマッチに出場した。8月10日のポルトとの親善試合にはスターティングメンバーで出場したが、クリスティアン・ロドリゲスにドリブルで振り切られてしまい、結果的に失点につながってしまう、といった若さも見せた。
2011年8月、ラツィオとの共同保有でフォリーニョ・カルチョに移籍。2012年にはUSサレルニターナ1919に移籍した。2018年6月5日、ベネヴェント・カルチョに移籍した。
イタリアU-16代表、イタリアU-17代表の出場歴もある。

## 所属クラブ
- SSラツィオ 2007-2011

→ ACモンツァ・ブリアンツァ1912 (loan) 2009-2011
- フォリーニョ・カルチョ 2011-2012
- USサレルニターナ1919 2012-2018
- ベネヴェント・カルチョ 2018-2021
- USレッチェ 2021-